# On (BTS)
On (reso graficamente come ON) è un singolo del gruppo musicale sudcoreano BTS, pubblicato il 21 febbraio 2020 come secondo estratto dal settimo album in studio Map of the Soul: 7 e utilizzato per la promozione del disco. Una versione alternativa in collaborazione con la cantante australiana Sia è inserita come ventesima traccia del disco digitale e come lato B del disco in vinile. Un'anteprima da 30 secondi è stata condivisa su TikTok dodici ore prima della pubblicazione.

## Descrizione
On è una reinterpretazione di N.O, l'apripista dell'EP O!RUL8,2? pubblicato dal gruppo nel 2013. In un'intervista con Zane Lowe per Apple Music, RM l'ha definita "un grande diario degli ultimi sette anni. Una sorta di versione condensata dell'intera identità dei BTS. [...] È come una dichiarazione che abbiamo accettato il nostro destino, tutte le sofferenze e tutte le ombre". Secondo Billboard, il testo "vede i BTS ragionare su come il dolore e la paura possano diventare motivazionali", con il ritornello cantato da Jimin dopo il bridge che recita "Non riesci a trattenermi perché sai che sono un combattente / Ho scelto di scendere nell'abisso oscuro / Trovami e sanguinerò con te". La canzone si apre con alcuni riferimenti all'archetipo dell'Ombra, uno degli elementi che secondo lo psicoanalista Carl Jung compongono la "mappa dell'anima" umana, dalla quale l'album prende il proprio titolo.
Il brano è scritto in la minore e ha un tempo di 106 battiti per minuto. Appartiene al genere hip hop e si apre con il suono di un organo influenzato dalla musica gospel.

## Esibizioni dal vivo
La prima esibizione dal vivo di On è stata girata l'8 febbraio 2020 alla stazione Grand Central di New York dopo l'orario di chiusura del terminal e trasmessa il 24 febbraio durante il The Tonight Show. La puntata ha causato un ragguardevole interesse sui social media, generando 4,2 milioni di interazioni tra Twitter, Facebook e Instagram, il secondo dato più alto mai registrato da un programma notturno statunitense dopo l'apparizione di Emma Stone e dei BTS a Saturday Night Live nell'aprile 2019.
Le esibizioni televisive in Corea del Sud sono iniziate il 27 febbraio a M Countdown. Nelle due settimane successive i BTS hanno eseguito On anche a Music Bank e a Inkigayo, dove hanno terminato le promozioni l'8 marzo.
On è stata portata sia ai Melon Music Award il 5 dicembre 2020, sia agli Mnet Asian Music Award il giorno successivo. Per quest'ultima cerimonia, i BTS si sono esibiti sul campo del Seoul World Cup Stadium insieme ad una marching band e un gruppo di ballerini.

## Video musicali

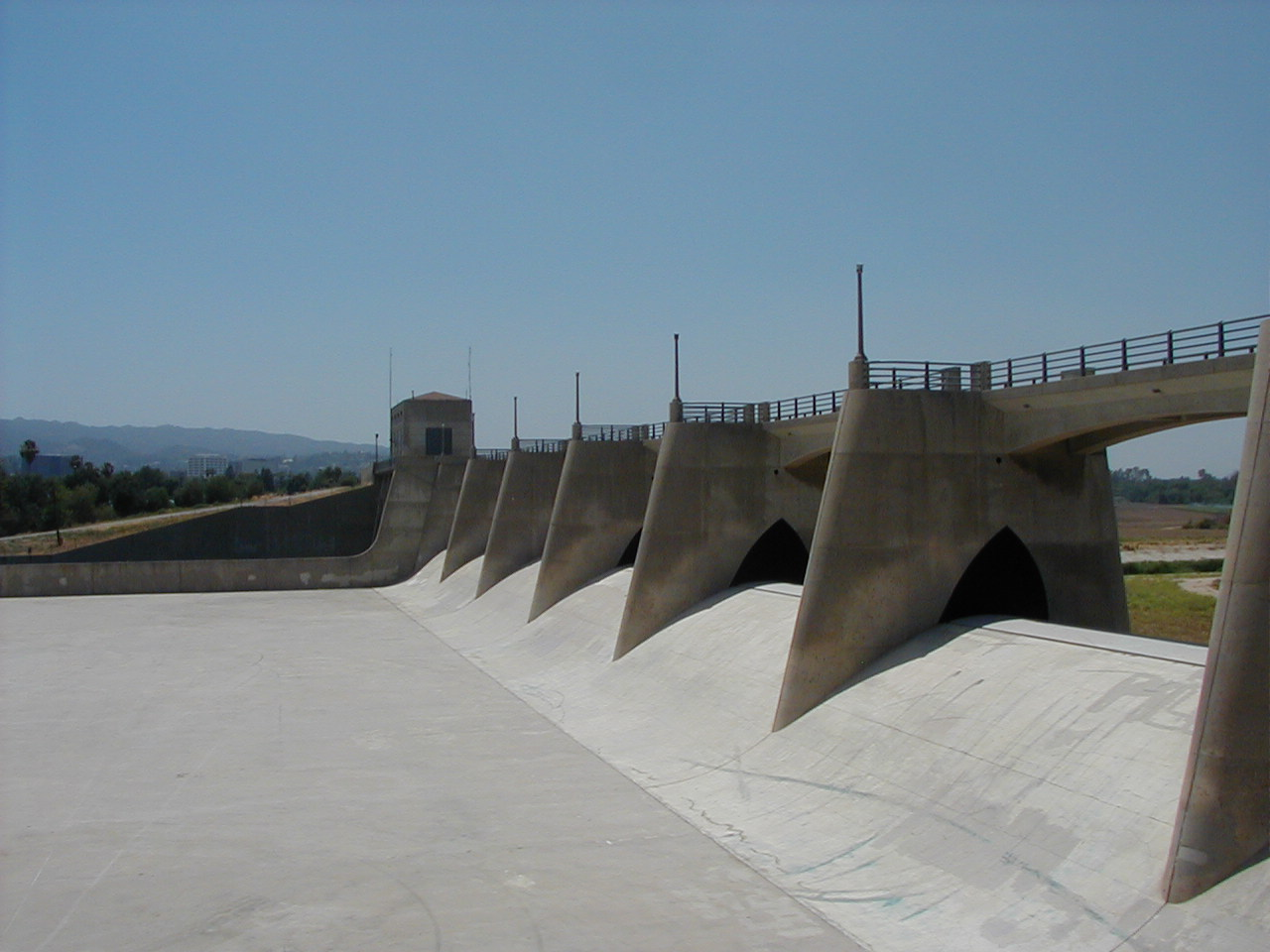
La diga di Sepulveda, presso cui è stato girato il primo video musicale.

Di On sono stati realizzati due videoclip. Il primo, girato agli inizi di febbraio alla diga di Sepulveda a Los Angeles e intitolato "Kinetic Manifesto Film: Come Prima", è stato caricato su YouTube in concomitanza con l'uscita della traccia il 21 febbraio 2020 e ha ottenuto 46,5 milioni di visualizzazioni in ventiquattro ore, segnando il quinto miglior debutto nella storia della piattaforma fino a quel momento. Il video mostra i BTS ballare in uno spazio aperto insieme a 30 ballerini di backup della compagnia di ballo The Lab, accompagnati da 12 componenti della Blue Devils marching band. Una settimana dopo l'uscita, ha raggiunto 100 milioni di visualizzazioni. Dal caricamento al 9 aprile 2024 è stato visto più di 600 milioni di volte.
Il secondo video musicale è stato trasmesso su YouTube il 28 febbraio e ha raccolto 3 milioni di visualizzazioni in 10 minuti, diventando il video K-pop a raggiungere più velocemente i 10 milioni (in un'ora) e stabilendo inoltre il record per il maggior numero di spettatori per un'anteprima sulla piattaforma streaming con 1,5 milioni di contatti simultanei. Girato al parco naturale delle Vasquez Rocks in California e diretto da Choi Yong-seok dello studio Lumpens, è ambientato in uno scenario medievale in tempo di guerra, sviluppandosi come un cortometraggio fantasy e includendo una sola scena di ballo. Secondo Billboard, "si concentra su una serie di momenti simbolici che alludono alla liberazione dalle vie del passato", presentando riferimenti biblici all'arca di Noè e alla corona di spine, e cinematografici a Il re leone, Maze Runner - Il labirinto e Il signore delle mosche, concludendosi con i sette membri dei BTS che salgono in cima ad una rupe e la comparsa della frase "No More Dream" che si trasforma in "Dream", rimandando al brano di debutto del gruppo. Dal caricamento al 18 marzo 2022 ha raccolto 300 milioni di visualizzazioni.

## Accoglienza
Rolling Stone India ha indicato On come una delle performance vocali "più eccezionali" del gruppo grazie agli acuti di Jungkook nel bridge. Il 18 marzo 2022, Rolling Stone l'ha inserita in posizione 37 nella lista delle 100 canzoni migliori del gruppo, scrivendo: "Come una cattedrale barocca attraversata da un halftime show del Super Bowl, On è tanto — 10 autori, un coro gospel, un Kinetic Manifesto Film, un corno di conchiglia, e molto di più. Ma ci sono due eventi imperdibili: (1) Dopo il secondo ritornello, mentre vibra la nota solitaria di un organo da chiesa, lo squisito falsetto di Jungkook perfora il cielo e riposiziona le stelle. È stupefacente. E (2) il breakdown dance sul beat trap di una banda che lo segue. Restiamo di sasso".

## Tracce
Testi e musiche di Antonina Armato, August Rigo, J-Hope, Julia Ross, Krysta Youngs, Melanie Joy Fontana, Michel "Lindgren" Schulz, Pdogg, RM, Suga.
7"
1. On – 4:06
2. On (feat. Sia) – 4:06

## Formazione
Crediti tratti dalle note di copertina di Map of the Soul: 7.
Gruppo
- Jin – voce
- Suga – rap, scrittura
- J-Hope – rap, scrittura
- RM – rap, scrittura, arrangiamento rap, registrazione
- Park Ji-min – voce
- V – voce
- Jeon Jung-kook – voce, ritornello

Produzione
- Paul Addleman – assistenza alla direzione
- Antonina Armato – scrittura
- Bianca Arriaga – tamburo
- Del Atkins – basso
- Emma Atkins – tamburo
- Chris Badroos – corno
- Duane Benjamin – direzione d'orchestra
- Dedrick Bonner – direzione del coro, coro
- Haley Breland – corno
- Tym Brown – coro
- Rastine Calhoun – corno
- Christopher Calles – corno
- Clayton Cameron – tamburo
- Cherene Cexil – coro
- Siobhan Chapman – tamburo
- Matthew Chin – corno
- Justin Cole – tamburo
- Kayla Collins – coro
- Meloney Collins – assistenza alla direzione del coro
- Jason de Leon – tamburo
- DJ Riggins – missaggio
- Matthew Espinoza – corno
- Ken Fisher – direzione associata
- Melanie Joy Fontana – scrittura, ritornello
- James Ford – corno
- Kia Dawn Fulton – coro
- Diana Greenwood – tamburo
- Summer Greer – coro
- Enniss Harris – corno
- Spencer Hart – corno
- Jaycen Joshua – missaggio
- Brenden Kersey-Wilson – corno
- Moiro Konchellah – coro
- Sam Kredich – corno
- Evan Mackey – corno
- Jesus Martinez – corno
- Chadaé McAlister – coro
- Collin McCrary – corno
- Kevin McKeown – direzione
- Katie Osborn – corno
- Pdogg – scrittura, tastiera, sintetizzatore, arrangiamento voci, arrangiamento rap, registrazione, editing digitale
- Marcus Perez – corno
- Samuel Pounds – coro
- Erik Reichers – registrazione
- Jacob Richards – missaggio
- August Rigo – scrittura
- Julia Ross – scrittura
- Ken Sarah – tamburo
- Michel "Lindgren" Schulz – scrittura
- Max Seaberg – missaggio
- Sia – voce ospite
- Walter Simonsen – tamburo
- Michael Stranieri – corno
- Joshua Von Bergmann – tamburo
- Alex Williams – registrazione
- Amber Wright – coro
- Young – chitarra
- Zakiya Young – coro
- Krysta Youngs – scrittura

## Successo commerciale
On ha debuttato alla quarta posizione della statunitense Billboard Hot 100, segnando il miglior piazzamento conseguito fino a quel momento da una canzone di un gruppo K-pop. Ha venduto 86 000 copie durante la prima settimana di disponibilità, figurando in testa alla classifica Digital Songs Sales.

## Classifiche

### Classifiche settimanali
| Classifica (2020-22) | Posizione massima |
| -------------------- | ----------------- |
| Argentina            | 40                |
| Australia            | 29                |
| Austria              | 23                |
| Belgio (Fiandre)     | 70                |
| Belgio (Vallonia)    | 73                |
| Canada               | 18                |
| Corea del Sud        | 1                 |
| Estonia              | 15                |
| Francia              | 51                |
| Germania             | 36                |
| Grecia               | 27                |
| Irlanda              | 22                |
| Italia               | 53                |
| Lettonia             | 24                |
| Lituania             | 18                |
| Malaysia             | 1                 |
| Paesi Bassi          | 51                |
| Perù                 | 135               |
| Regno Unito          | 21                |
| Repubblica Ceca      | 30                |
| Singapore            | 3                 |
| Stati Uniti          | 4                 |
| Svezia               | 63                |
| Svizzera             | 27                |
| Ungheria             | 16                |
| Vietnam              | 96                |

### Classifiche di fine anno
| Classifica (2020) | Posizione |
| ----------------- | --------- |
| Corea del Sud     | 21        |
| Classifica (2021) | Posizione |
| Corea del Sud     | 157       |

## Riconoscimenti
- Circle Chart Music Award[73]
  - 2021 – Canzone dell'anno – febbraio
- Melon Music Award[74]
  - 2020 – Candidatura Miglior rap/hip hop
- MTV Video Music Award[75]
  - 2020 – Miglior video pop
  - 2020 – Miglior video K-pop
  - 2020 – Miglior coreografia
- Nickelodeon Kids' Choice Awards México[76]
  - 2020 – Hit mondiale
- Rockbjörnen[77]
  - 2020 – Miglior canzone straniera dell'anno
- UK Music Video Awards[78]
  - 2020 – Candidatura Miglior video pop internazionale

### Premi dei programmi musicali
- Inkigayo
  - 1º marzo 2020[79]
  - 8 marzo 2020[21]
  - 15 marzo 2020[80]
- M Countdown
  - 5 marzo 2020[81]
- Music Bank
  - 28 febbraio 2020[82]
  - 6 marzo 2020[83]
  - 13 marzo 2020[84]
  - 20 marzo 2020[85]
- Show! Eum-ak jungsim
  - 29 febbraio 2020[86]
  - 7 marzo 2020[87]
  - 14 marzo 2020[88]
  - 21 marzo 2020[89]
  - 28 marzo 2020[90]
- Show Champion
  - 4 marzo 2020[91]
  - 11 marzo 2020[92]
  - 18 marzo 2020[93]